# Liste der Baudenkmäler in Ludenberg
Die Liste der Baudenkmäler in Ludenberg enthält die denkmalgeschützten Bauwerke auf dem Gebiet von Düsseldorf-Ludenberg, Stadtbezirk 7, in Nordrhein-Westfalen. Diese Baudenkmäler sind in der Denkmalliste der Stadt Düsseldorf eingetragen; Grundlage für die Aufnahme ist das Denkmalschutzgesetz Nordrhein-Westfalen (DSchG NRW).

## Baudenkmäler
| Bild                            | Bezeichnung                     | Lage                              | Beschreibung | Bauzeit            | Eingetragen seit   | Denkmal- nummer |
| ------------------------------- | ------------------------------- | --------------------------------- | --- | ------------------ | ------------------ | --------------- |
| BW                              | Wohnhaus mit Gartenanlage       | Am Moschenhof 3 Karte             | Architekt: Josef Kleesattel | 1911               | 21. Dezember 1994  | A 1329          |
| Ringofen                        | Ringofen                        | Am Ringofen Karte                 | | 19. Jh.            | 2. Dezember 1988   | A 1163          |
| weitere Bilder                  | LVR-Klinikum Düsseldorf         | Bergische Landstraße 2 Karte      | Auf dem Pudlerhof bei Gerresheim, einem hügeligen, mit Wald umgebene 22 Hektar große Gelände, gelegen an der alten Landstraße nach Elberfeld entstand um 1872 die Anlage der „Provinzial-Heil- und Pflegeanstalt Grafenberg“. Sie bestand aus 18 einzelnen Häusern, welche durch gemauerte und überdachte Gänge oder Laubengänge miteinander verbunden waren. 1895/96 wurde die Anlage umfassend in baulicher wie therapeutischer Sicht modernisiert. Alle neuen Häuser wurden als offene Abteilungen konzipiert und vormalige Fenstergitter entfernt und die Gartenanlagen vergrößert. Im Zweiten Weltkrieg waren das Verwaltungsgebäude, die Kapelle und das Lebensmittelmagazin völlig zerstört worden und alle Gebäude wiesen Risse auf, Dächer waren teilweise abgedeckt, Wege und Straßen aufgerissen. 1947 begann der Wiederaufbau, ab 1955 umfangreichen Neu- und Umbauten.                                | ca. 1872           | 7. September 1989  | A 1192          |
| Wohn- und Atelierhaus Ludwig    | Wohn- und Atelierhaus Ludwig    | Bergische Landstraße 313 Karte    | Erbaut nach Plänen von Eberhard Ludwig. | 1967–1969          | 10. September 2002 | A 1509          |
| Jan-Wellem-Quelle (Zierbrunnen) | Jan-Wellem-Quelle (Zierbrunnen) | Ernst-Poensgen-Allee o. Nr. Karte | Die Brunnenanlage mit Quellgrotte trägt bis heute den Namen des Kurfürsten Jan Wellem's, der 1702 die Anlage mit einer Ringmauer umschließen ließ und sie in die Obhut von Eremiten gab, die oberhalb der Quelle ihre Behausung hatten. Das frische Quellwasser ließ Jan Wellem von hier aus täglich in sein Düsseldorfer Schloss fahren. Um 1818 gestaltete der Architekt und Städtebauer Adolph von Vagedes die Brunnenanlage um, so wie sie heute zu sehen ist. Mit der Öffnung der Grafenberger Forstdomäne für die Öffentlichkeit ab 1816 entstand unter der preußischen Regierung durch den Hofgärtner Maximilian Friedrich Weyhe der erste preußische Volkspark, der „Lust-Garten am Grafenberge“, mit dem Jan-Wellem-Brunnen im Zentrum. | 18. Jh., 1818–1820 | 8. August 1986     | A 990           |
| Neuzeitlicher Siedlungsplatz    | Neuzeitlicher Siedlungsplatz    | Ernst-Poensgen-Allee o. Nr.       | Bodendenkmal | 18., 19. Jh.       | 18. Mai 1999       | A 1460          |
| Hirschburg                      | Hirschburg                      | Hirschburgweg 5 Karte             | | 1890               | 17. Juni 1992      | A 1237          |
|                                 |                                 | Ludenberger Straße 30 Karte       | | 1902–1903          | 16. Dezember 1986  | A 1016          |
| weitere Bilder                  | Löwenburg                       | Ludenberger Straße 64 Karte       | Die zweigeteilte Löwenburg bestand aus dem Gaststättengebäude und dem ehemaligen Tanzhaus. Die Fassade der Löwenburg wurde 2017 unter Denkmalschutz gestellt, hinter dieser fünf Eigentumswohnungen bis 2025 entstehen. Ein Neubau im Bereich des ehemaligen Biergartens gliedert sich an. Auch der denkmalgeschützte Tanzsaal wurde in fünf Maisonette-Wohnungen umgewandelt. | 1896               | 10. Januar 2017    | A 1666          |
| Pfeifferbrücke                  | Pfeifferbrücke                  | Ludenberger Straße o. Nr. Karte   | | 1905               | 11. Mai 1987       | A 1039          |
| BW                              |                                 | Rennbahnstraße 15 Karte           | Wohn- und Siedlungsbau des Übergangsstils (Werkbund); Architekt war Thilo Schneider, der auch Haus Sack in Ludenberg erbaut hatte. | 1912–1913          | 14. November 2012  | A 1620          |
| Rennbahn im Grafenberger Wald   | Rennbahn im Grafenberger Wald   | Rennbahnstraße 24 Karte           | „Bei dem Baudenkmal „Rennbahn im Grafenberger Wald“ (Waagegebäude, Totalisator, Eingangsanlage und Nebentribüne) handelt es sich um Bauten der Rennbahn Grafenberg am Grafenberger Wald nördlich des Wildparks. Die Rennbahn wurde im Jahre 1906 von der Lausward an den heutigen Standort verlegt. Grund war der neu anzulegende Hafen. Die alten Gebäude wurden zunächst, soweit möglich, transloziert. Ab 1909 erfolgte dann jedoch der Nebau aller Bauten. Das Waagegebäude wurde 1913 von der Firma Gerhard Florack und Söhne errichtet. Das Haupttor mit Kassenhäuschen folgte 1914 durch die Architekten Heinrich Stein und Ferdinand Ziedorn. Gleichzeitig wurde das Totogebäude neu errichtet, ebenfalls durch Stein und Ziedorn. Der Neubau der zweiten großen Tribüne erfolgte 1920/1921. Architekt war Ferdinand Ziedorn. Die Ausführung besorgte die Firma Gerhard Florack u. Söhne.“ – Andreas Rüdig | 1913–1921          | 28. November 1985  | A 956           |
|                                 | Bodendenkmal sakralen Ursprungs | Serpentine o. Nr.                 | | 1688–1775          | 28. November 1985  | A 1575          |